# Ян Мергенталер
Ян Єжи Мергенталер (1901—1995) — польський астроном, директор Астрономічного інституту Вроцлавського університету (1957—1971).

## Біографія
Народився 27 червня 1901 року в Подпінську на Поліссі. Розпочав астрономічні дослідження в астрономічній обсерваторії Варшавського університету. У 1927 році, не закінчивши офіційно магістратуру, він переїхав до Кракова, коли Тадеуш Банахевич запропонував йому місце асистента в Ягеллонському університеті як спостерігача на астрономічній станції на Лисіні. Результатом спостережень і досліджень Мергенталера стала докторська дисертація, захищена в 1933 році під керівництвом Тадеуша Банахевича. Потім він працював у Львівському університеті в астрономічній обсерваторії під керівництвом Євгеніуша Рибки.
У 1945—1946 роках був старшим асистентом Гірничо-металургійної академії у Кракові та заступником професора Університету Марії Кюрі-Склодовської в Любліні. З 1947 року був доцентом астрономічної обсерваторії Вроцлавського університету. У 1951 році йому було присвоєно вчене звання доцента, одночасно він був заступником професора. 1954 року здобув вчене звання асоційованого професора, а 1960 року — професора. Працював заступником декана факультету математики, фізики та хімії Вроцлавського університету (1953—1955). Він також був директором Астрономічного інституту Вроцлавського університету (1957—1971). З 1957 року працював завідувачем кафедри геліофізики та зоряної астрономії, а з 1970 року — науковим консультантом кафедри астрономії Польської академії наук.
Був почесним членом Польського астрономічного товариства. Брав участь у заснуванні та діяльності Польського товариства любителів астрономії, працював також у редакції науково-популярного журналу «Уранія». Після початкового періоду досліджень змінних зір він звернув свою увагу до фізики Сонця. Був засновником геліофізичної школи в польській астрономії. Був ініціатором рентгенівських спостережень Сонця в Польщі та першого польського космічного експерименту. Керував 18 кандидатськими та 10 докторськими дисертаціями. Мергенталер був автором кількох десятків публікацій, чотирьох книг, у тому числі монографії «Сонце», понад 100 науково-популярних статей.
Помер 22 грудня 1995 у Вроцлаві. Похований на Особовіцькому цвинтарі.

## Нагороди та відзнаки
- Лицарський хрест Ордена Відродження Польщі
- Командорський хрест Ордена Відродження Польщі
- Медаль 10-річчя Народної Польщі
- Знак 15-річчя визволення Нижньої Сілезії
- Золотий знак «Заслуги воєводства та міста Вроцлав»
- Нагорода міста Вроцлав